# Aleksander Muc
Aleksander Muc (ur. 7 czerwca 1956 r. w Siemianowicach Śląskich) – polski naukowiec, profesor nauk technicznych, specjalista w zakresie mechaniki ciała stałego i konstrukcji maszyn, były pracownik Politechniki Krakowskiej im. Tadeusza Kościuszki.

## Życiorys
Urodził się 7 czerwca 1956 r. w Siemianowicach Śląskich. Jest absolwentem IV LO w Katowicach (1974 r.). Studiował na Wydziale Mechaniczno-Energetycznym Politechniki Śląskiej w Gliwicach. Równocześnie, w 1975 r., rozpoczął studia na Uniwersytecie Śląskim w Katowicach, na kierunku fizyka. W 1976 r. przeniósł się do Krakowa, gdzie studiował na kierunku fizyka teoretyczna na Wydziale Matematyczno-Fizycznym Uniwersytetu Jagiellońskiego oraz na kierunku mechanika stosowana na Wydziale Mechanicznym Politechniki Krakowskiej. Prace dyplomowe obronił z wyróżnieniem w 1980 r.
Jeszcze w trakcie studiów rozpoczął pracę zawodową na Politechnice Krakowskiej w Instytucie Mechaniki i Podstaw Konstrukcji Maszyn. W roku 1986 r. otrzymał stopień naukowy doktora nauk technicznych na podstawie rozprawy „Rozwiązanie zagadnienia kontaktu lokalnie obciążonej tulei cylindrycznej z więzami kinematycznymi”. W październiku 1986 r. wyjechał do Anglii, gdzie spędził dwa lata, pracując w Departament of Mechanical Engineering University of Liverpool pod kierunkiem prof. G. D. Galletly'ego. Pracę habilitacyjną Analiza stateczności i deformacji kompozytowych dennic zbiorników ciśnieniowych opublikował w 1992 r. Tytuł profesora uzyskał w 2004 roku.
Był prodziekanem Wydziału Mechanicznego w latach 2010-2011. W latach 2011–2020 pełnił funkcję dyrektora Instytutu Konstrukcji Maszyn Wydziału Mechanicznego. Od 2021 roku jest pracownikiem Katedry Fizyki na Wydziale Inżynierii Materiałowej i Fizyki Politechniki Krakowskiej.

## Działalność naukowa
Zainteresowania naukowe prof. dr inż. Aleksandra Muca dotyczą mechaniki ciała stałego i konstrukcji maszyn, a szczególnie analizy struktur wykonanych z kompozytów włóknistych; badania - zagadnień teorii płyt i powłok, metod numerycznych, optymalizacji konstrukcji i analizy ich form zniszczenia zarówno w przypadku obciążeń statycznych, jak i zmęczeniowych. Jest promotorem 12 prac doktorskich – pierwszej 2001 (W. Gurba, Probabilistyczne metody optymalizacji konstrukcji kompozytowych ze szczególnym uwzględnieniem płyt i powłok), z czego trzy prace zostały wyróżnione. Pomagał w czterech pracach habilitacyjnych. Autor 244 publikacji i 7 prac monograficznych. Uwzględniony jako autor w bazie Scopus.
W ostatnich latach kilkukrotnie znalazł się w grupie 2% TOP Scientists – opracowanej przez Uniwersytet Stanforda prestiżowej liście najczęściej cytowanych na świecie naukowców. Uczestnik ponad 100 konferencji naukowo-badawczych.

### Cele badawcze
- Optimal design
- Beams, plates, shells, Pressure Vessels
- Composite materials and structures
- Sandwich structures
- WYT Structures
- Nanostructures
- FEM Analysis
- Buckling, Fuzzy logic
- Thermal Analysis
- Experimental Analysis – static, fatigue
- PZT

### Wybrane publikacje naukowe
- Aleksander Muc: Analiza stateczności i deformacji kompozytowych dennic zbiorników ciśnieniowych. Kraków: Politechnika Krakowska, 1992, s. 193, seria: Monografia - Politechnika Krakowska im. Tadeusza Kościuszki. ISSN 0860-097X.
- Aleksander Muc: Projektowanie kompozytowych zbiorników ciśnieniowych : podręcznik dla studentów wyższych szkół technicznych. Kraków: Politechnika Krakowska, 1999, s. 161. ISBN 83-7242-073-4.
- Aleksander Muc: Mechanika kompozytów włóknistych. Kraków: Księgarnia Akademicka, 2003, s. 234. ISBN 83-7188-631-4.
- Aleksander Muc: Optymalizacja struktur kompozytowych i procesów technologicznych ich wytwarzania : podstawy projektowania materiału. Kraków: Księgarnia Akademicka, 2005, s. 329. ISBN 83-7188-909-7.
- Aleksander Muc, Marek Barski, Piotr Kędziora: Konstrukcje i materiały kompozytowe : problemy i zadania. Cz. 1. Kraków: Politechnika Krakowska im. Tadeusza Kościuszki. Wydział Mechaniczny, 2011, s. 129. ISBN 978-83-7242-596-6.
- Aleksander Muc, Marek Barski, Piotr Kędziora: Konstrukcje i materiały kompozytowe : problemy i zadania. Cz. 2. Kraków: Politechnika Krakowska im. Tadeusza Kościuszki. Wydział Mechaniczny, 2012, s. 124. ISBN 978-83-7242-695-6.
- Marek Barski: Metody homogenizacji inteligentnych ośrodków dwufazowych umacnianych cząstkami. Aleksander Muc (red. nauk.). Kraków: Wydawnictwo Politechniki Krakowskiej, 2011, s. 170, seria: Monografia - Politechnika Krakowska im. Tadeusza Kościuszki. Mechanika. ISSN 0860-097X.
- Bogdan Szybiński: Zagadnienia koncentracji naprężeń w płytach i powłokach - modelowanie i optymalizacja. Aleksander Muc (red. nauk.). Kraków: Wydawnictwo Politechniki Krakowskiej, 2013, s. 159, seria: Monografia - Politechnika Krakowska im. Tadeusza Kościuszki. Mechanika. ISSN 0860-097X.
- Piotr Kędziora: Optymalne projektowanie struktur kompozytowych z warstwami piezoelektrycznymi. Aleksander Muc (red. nauk.). Kraków: Wydawnictwo Politechniki Krakowskiej, 2013, s. 137, seria: Monografia - Politechnika Krakowska im. Tadeusza Kościuszki. Mechanika. ISSN 0860-097X.
- Aleksander Muc, Małgorzata Chwał, Andrzej Garstecki, Gwidon Szefer: Nanomechanics : selected problems. Kraków: Wydawnictwo Politechniki Krakowskiej, 2014, s. 170. ISBN 978-83-7242-812-7.
- Konstrukcje maszyn : historia i perspektywy rozwoju. Aleksander Muc (red. nauk.). Kraków: Wydawnictwo Politechniki Krakowskiej, 2011, s. 235. ISBN 978-83-7242-648-2.
- Wybrane problemy rozwoju maszyn roboczych : jubileusz 70-lecia urodzin Prof. dr hab. inż. Stanisława Michałowskiego. Aleksander Muc (red. nauk.). Kraków: Wydawnictwo Politechniki Krakowskiej, 2011, s. 166. ISBN 978-83-7242-649-9.

## Stypendia zagraniczne
- Department of Mechanical Engineering, University of Liverpool (1986-1988)
- Department of Solid Mechanics, Danmarks Tekniske Universitet (1992)[10]

## Nagrody i odznaczenia
- Krzyż Kawalerski Orderu Odrodzenia Polski (2019)[11]
- Złoty Krzyż Zasługi (2005)[12]
- Medal Komisji Edukacji Narodowej (2008)[13]
- Nagroda za cykl publikacji – przyznana w 1989
- Nagroda indywidualna Ministra Edukacji i Nauki za znaczące osiągnięcia w zakresie działalności naukowej (ang. individual prizes of the Ministry of Higher Education for scientific activity) – przyznana w latach 1993, 2004 i 2022[14]
- Nagroda Wydziałowa Polskiej Akademii Nauk za cykl prac Analiza zniszczenia i optymalizacja struktur kompozytowych: Wydział IV nauk technicznych, dziedzina mechaniki im. Wacława Olszaka (ang. Scientific Prize IVth Branch of the Polish Academy of Sciences) – nagroda przyznana w 2002[15]
- Nagroda za monografię Mechanika kompozytów włóknistych – 2004[16]
- Nagroda za znaczące osiągnięcia w zakresie działalności naukowej – nagroda przyznana w 2021[17]

## Granty naukowo-badawcze
| Tytuł | Okres realizacji | Źródło finansowania     | Funkcja              |
| --- | ---------------- | ----------------------- | -------------------- |
| 1991-94-899/3/91 Wyboczenie, deformacje i zniszczenie kompozytowych powłok o podwójnej krzywiźnie (ang. Buckling, deformations and failure of composite doubly-curved shells)                                            | 1991-1994        | Komitet Badań Naukowych | kierownik projektu   |
| PB-232/T07/95/08 Optymalne projektowanie struktur kompozytowych (ang. Optimal design of composite structures) | 1995-1997        | Komitet Badań Naukowych | kierownik projektu   |
| PB-847/T07/98/14 Problemy zmęczeniowe w analizie nośności granicznej cienkościennych struktur kompozytowych (ang. Fatigue problems in the analysis of load capacity for composite structures)                            | 1998-2000        | Komitet Badań Naukowych | kierownik projektu   |
| PB-946/T07/99/16 Nośność, drgania swobodne i tłumienie w konstrukcjach warstwowych z okładzinami wykonanymi z kompozytu (ang. Buckling, free vibrations and damping of sandwich structures)                              | 1999-2001        | Komitet Badań Naukowych | kierownik projektu   |
| PB-0829/T07/2002/23 Modelowanie numeryczne i optymalizacja konstrukcji kompozytowych oraz metody ich wytwarzania (ang. Numerical modelling and optimization of composite constructions and methods of their fabrication) | 1998-2000        | Komitet Badań Naukowych | kierownik projektu   |
| PB-1174/B/T02/2009/36 Modelowanie zniszczenia w mikro- i nanostrukturach metodą fal sprężystych (ang. Nondestructive methods in the description of micro- and nanocomposites)                                            | 2009-2012        | Komitet Badań Naukowych | kierownik projektu   |
| NCN/09/B/ST8/00178 Optymalne projektowanie materiałów i struktur kompozytowych poddanych obciążeniom zmęczeniowym (ang. Static and fatigue failure of composite structures)                                              | 2014-2017        | Narodowe Centrum Nauki  | kierownik projektu   |
| POKL 4.1.1 Wzmocnienie potencjału dydaktycznego Wydziału Mechanicznego Politechniki Krakowskiej (ang. Enhancement of educational potential in Faculty of Mechanical Engineering Cracow University of Technology)         | 2008-2015        | Fundusze strukturalne   | koordynator projektu |